# Dragon C106
SpaceX Dragon C106 est une capsule spatiale de type Dragon construite par SpaceX. Il s'agit de la première capsule type Dragon à être réutilisée. C106 a d'abord été utilisée sur CRS-4, puis réutilisée pour les missions CRS-11 et CRS-19. Il s'agit de la deuxième capsule, après C108, à être utilisée une troisième fois, marquant ainsi une étape importante dans la volonté de SpaceX de réduire les coûts de ses lancements spatiaux grâce à la réutilisation.

## Historique
C106 est la sixième capsule à être construite par SpaceX dans le cadre du programme Commercial Orbital Transportation Services (COTS). Elle est lancée pour la première fois le 21 septembre 2014, pour la mission CRS-4. Elle amerrit avec succès le 25 octobre 2014 et est récupérée dans le but d'être réutilisée.
Le cargo est remis à neuf pour son second vol, et sont par exemple changés les moteurs Draco, l'avionique et le bouclier thermique.
Son second vol a lieu le 3 juin 2017 pour la mission CRS-11. C'est la première fois qu'une capsule est réutilisée pour de telles missions. Elle amerrit le 3 juillet 2017.
Son troisième et dernier vol débute le 5 décembre 2019 pour la mission CRS-19. La capsule revient en mer le 7 janvier 2020.

## Vols
| Mission       | Insigne de la mission | Date de lancement (UTC) | Durée             | Date d'amerrissage (UTC) | Résultat |        |
| ------------- | --------------------- | ----------------------- | ----------------- | ------------------------ | -------- | ------ |
| SpaceX CRS-4  |                       | 21 septembre 2014       | 1 mois et 4 jours | 25 octobre 2014          | Succès   | [ 8 ]  |
| SpaceX CRS-11 |                       | 3 juin 2017             | 1 mois            | 3 juillet 2017           | Succès   | ,      |
| SpaceX CRS-19 |                       | 5 décembre 2019         | 7 mois et 2 jours | 7 janvier 2020           | Succès   | [ 10 ] |